# Egitto tolemaico
L'Egitto tolemaico o Regno tolemaico d'Egitto (in greco antico: Πτολεμαϊκὴ βασιλεία?, Ptolemaikḕ Basilèiā) è stato un regno del periodo ellenistico fondato sul territorio dell'antico Egitto, governato dalla dinastia tolemaica iniziata con Tolomeo I - dopo la morte di Alessandro Magno nel 323 a.C. - e conclusasi con Cleopatra VII con la conquista romana nel 30 a.C. e la successiva creazione della provincia d'Egitto. Uno dei suoi maggiori simboli è stata l'aquila di Zeus (ἀετός Διός, aetós Diós), impressa anche nelle monete, mentre la forma religiosa ufficiale fu il culto di Serapide.
Il regno tolemaico fu fondato nel 305 a.C. da Tolomeo, generale macedone e compagno d'armi di Alessandro che, dichiaratosi faraone, diede il via ad una potente dinastia ellenistica governando un territorio che andava dal sud della Siria, a Cirene in Libia, alla Nubia. Alessandria d'Egitto divenne la capitale, oltre che un importante centro di cultura e del commercio internazionale.
Per ottenerne il riconoscimento da parte della nativa popolazione egizia, come detto, la famiglia macedone si dichiarò succedere direttamente dagli antichi faraoni; in epoca più tarda i Tolomei assunsero la tradizione egiziana sposandosi tra fratelli e facendosi raffigurare sui monumenti pubblici abbigliati in stile egizio e partecipando pienamente alla vita e alle celebrazioni della religione egizia.
Nel corso dei loro secoli di dominio i Tolomei dovettero affrontare e combattere ribellioni ispirate dai nativi, furono coinvolti in conflitti con le nazioni straniere e infine anche in guerre civili, che portarono al declino del regno e alla sua definitiva annessione da parte della Repubblica romana. La cultura ellenistica continuò a prosperare in Egitto durante i periodi romano e bizantino fino alla conquista islamica (639-646).

## Storia
L'era del regno tolemaico in Egitto è uno dei periodi dell'età ellenistica meglio documentati; un patrimonio di papiri del tempo scritti in greco ed egizio sono stati rinvenuti nel territorio.

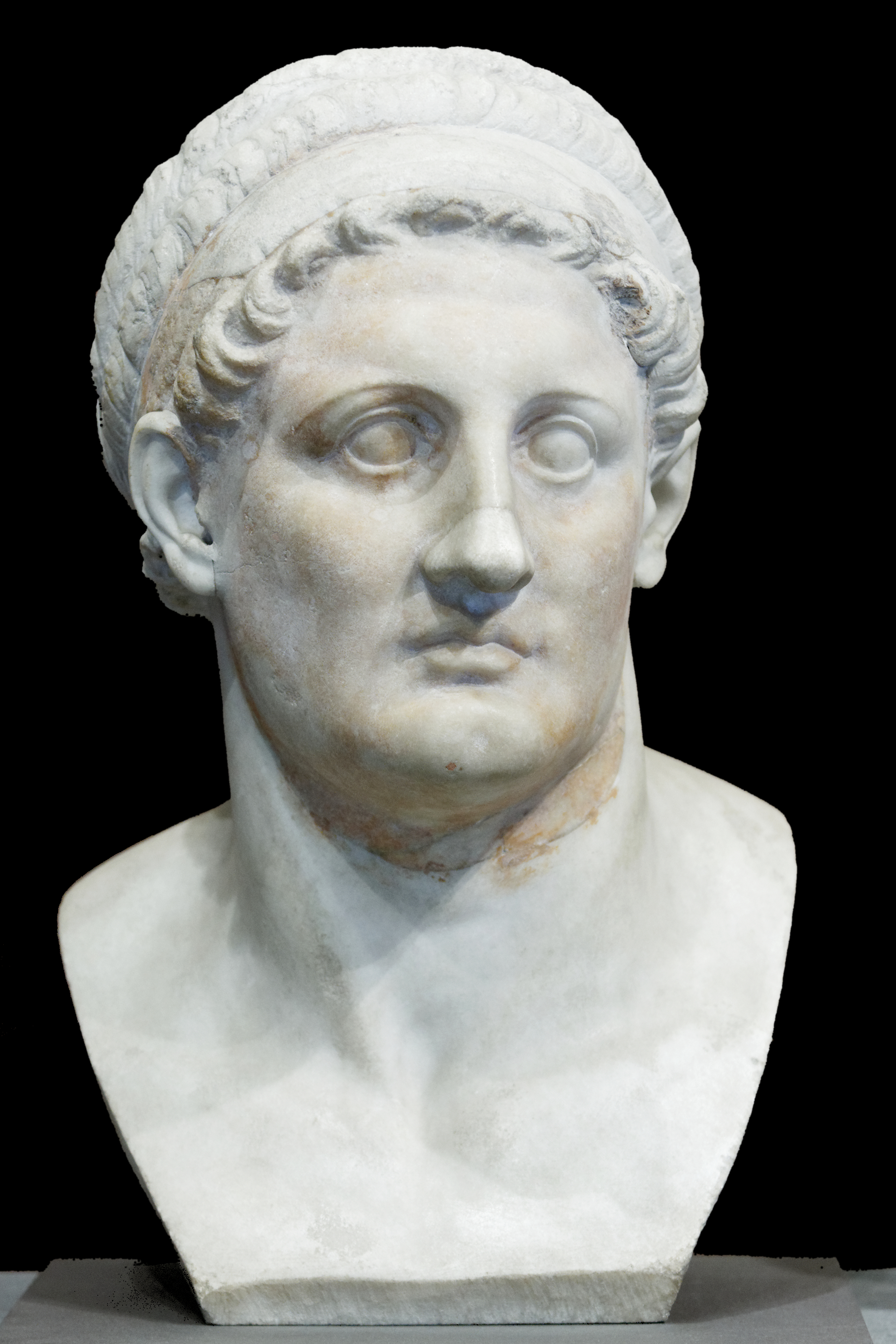
Busto ellenistico di Tolomeo I, primo sovrano tolemaico (Museo del Louvre, Parigi)

Nel 332 a.C. il sovrano del Regno di Macedonia Alessandro Magno invase la satrapia achemenide d'Egitto; visitò Menfi (Egitto), per poi viaggiare in direzione dell'oracolo di Amon posto nell'oasi di Siwa. Egli riconciliò gli egiziani, conquistandosene la piena benevolenza, attraverso l'alta forma di rispetto sempre dimostrata nei confronti dei culti religiosi locali; pur, nonostante questo, nominò macedoni a quasi tutti i posti di responsabilità nel paese e fondò una nuova città di stile ed impronta greca (Alessandria d'Egitto) per essere la nuova capitale.
All'inizio del 331 a.C. il grande conquistatore ripartì, conducendo le sue forze e i propri eserciti alla volta della Fenicia, non dopo aver lasciato Cleomene di Naucrati come nomarca per controllare l'Egitto in sua assenza: non vi fece più ritorno.
Dopo la morte di Alessandro avvenuta a Babilonia nel 323 a.C. scoppiò una crisi di successione tra i suoi generali, le cosiddette guerre dei diadochi. Perdicca governò inizialmente il vastissimo impero come reggente per conto del fratellastro di Alessandro, Arridhesus, che divenne Filippo III Arrideo, e poi anche del figlio del re Alessandro IV di Macedonia il quale doveva ancora nascere al momento della morte del padre.

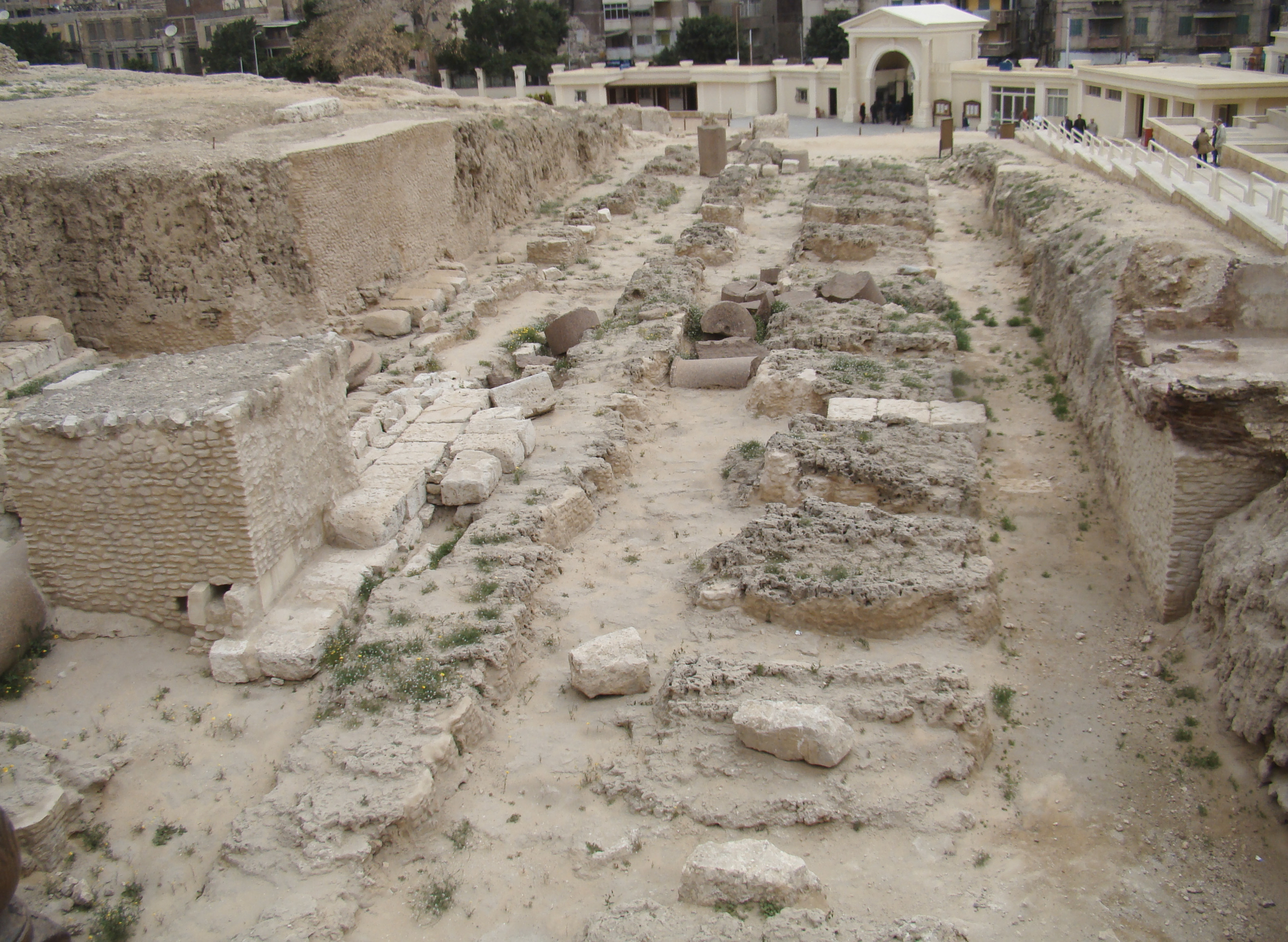
Rovine del Serapeo di Alessandria, il tempio più famoso e fastoso della città.

Perdicca nominò Tolomeo, uno dei compagni più stretti di Alessandro, per essere satrapo dell'Egitto; questi governò pertanto il suolo egizio sin dal 323, ufficialmente a nome di Filippo III e Alessandro IV, tuttavia presto si venne ad affermare sempre più come sovrano nei suoi pieni diritti. Tolomeo difese con successo l'Egitto contro un'invasione da parte dello stesso Perdicca nel 321, consolidando la propria posizione nelle regioni circostanti di confine durante i due decenni (322-301) di conflitti.
Nel 305 Tolomeo assunse il titolo di faraone; come Tolomeo I "Salvatore" fondò la dinastia tolemaica la quale doveva governare l'Egitto per i successivi tre secoli. Tutti i governanti maschi della dinastia presero il nome di Tolomeo, mentre le principesse e regine preferivano i nomi di Cleopatra, Arsinoe e Berenice; poiché i re tolemaici adottarono l'usanza egizia di sposar le proprie sorelle, molti dei sovrani legittimi governarono nella piena collaborazione dei propri rispettivi coniugi i quali erano anch'essi parte della casa reale.
I primi tolomei non disturbarono in alcun modo la religione o le usanze degli egiziani, anzi fecero costruire nuovi magnifici templi per la divinità egizia e presto adottarono usi e costumi, nei loro rapporti con l'esterno, che erano propri degli antichi faraoni; venne infine fondata la colonia greca di Tolemaide di Tebaide per essere una delle nuove capitali del regno.
Durante i regni di Tolomeo II e Tolomeo III migliaia di veterani macedoni vennero premiati con terreni agricoli, venendo in tal modo impiantati in colonie e guarnigioni che si stabilirono nei villaggi di tutto il paese; nel corso di un secolo l'influenza greca si era diffusa a macchia d'olio ed i matrimoni misti avevano prodotto un'ampia classe istruita greco-egiziana: tuttavia, i greci rimasero pur sempre una minoranza privilegiata all'interno del regno tolemaico, vivendo sottoposti al diritto greco e parimenti ricevendo una formazione eminentemente greca, come cittadini ellenici a pieno diritto.

## Economia
L'Egitto tolemaico era una delle principali fonti di produzione di grano del mondo antico. I re tolemaici oltre ai proventi della vendita delle derrate di grano all'estero, si arricchirono grazie a un sistema monetario chiuso, che imponeva l'uso della valuta egiziana all'interno dei confini del regno. Grazie al volume di traffici e al cambio favorevole, poiché le monete straniere in media contenevano una percentuale di argento maggiore del 17% rispetto alla monetazione egiziana, i re tolemaici ne traevano vantaggio. La presenza delle miniere d'oro egiziane nei territori di confine con l'Arabia e la Nubia permise inoltre una certa diffusione della monetazione aurea, a scopi celebrativi.

## Cultura

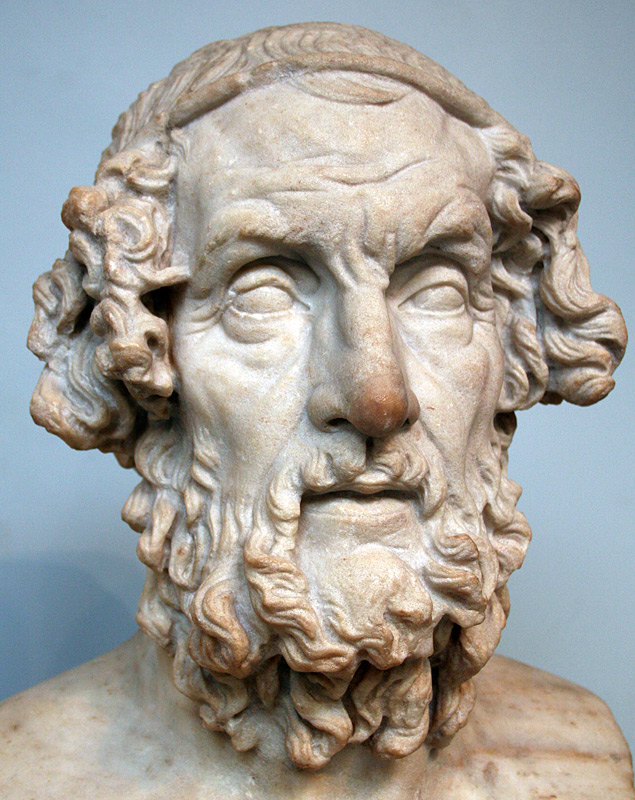
LOmero cieco, busto di scuola alessandrina (British Museum, Londra)

Tolomeo I, forse con la consulenza di Demetrio Falereo, fondò il Museo e la grande biblioteca di Alessandria; il primo fu un attivo centro di ricerca sostenuto dal sovrano che si trovava nel settore reale della città: gli studiosi vi erano ivi alloggiati e finanziati dai governanti tolemaici, avendo inoltre libero accesso alla biblioteca.
Il bibliotecario capo serviva il re anche come precettore privato del principe ereditario e, per i primi centocinquant'anni della sua esistenza, questo centro del sapere antico unico al mondo attirò una moltitudine di studiosi di origine greca, divenendo ben presto il fulcro ed il centro-chiave accademico, letterario e scientifico dell'Ellenismo.

### Arte
L'arte ellenistica è ricca di diversità sia nella materia utilizzata sia nello sviluppo stilistico; venne creata nel corso di un periodo caratterizzato da un forte senso della storia (per la prima volta vi erano musei e vaste biblioteche, come quelle di Alessandria e di Pergamo). Gli artisti ellenistici copiarono e adattarono gli stili precedenti, producendo però anche grandi innovazioni.

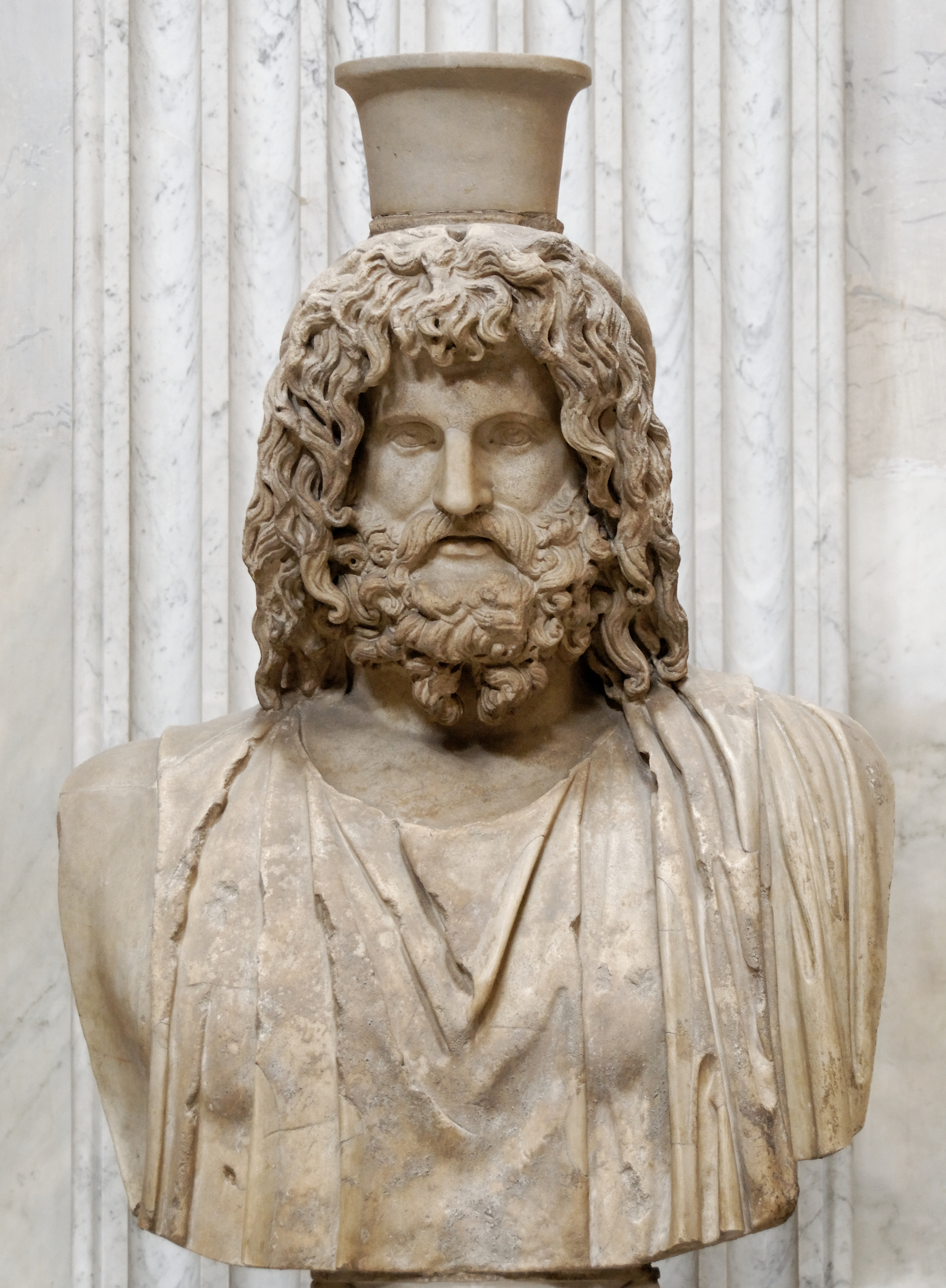
Busto di Serapide (Musei Vaticani, Città del Vaticano)

La maggior parte delle stele pubbliche erano comunemente in calcare, mentre i greci tendevano ad utilizzare maggiormente il marmo e il bronzo per la scultura privata; l'influenza della scultura greca sotto i Tolomei è dimostrata anche da una maggior enfasi data nell'impressione del volto (con sorrisi che appaiono all'improvviso), a differenza dello stile idealizzato ma rigido precedente nonché privo del tutto di alcun tentativo di somiglianza. Verso la fine del periodo tolemaico, il copricapo dona a volte un moto di capelli arruffati.
Un cambiamento significativo nell'arte tolemaica è poi data dall'improvvisa ricomparsa delle donne, che erano state quasi completamente assenti all'incirca dall'epoca della XXVI dinastia egizia.

### Religione
Quando Tolomeo I si proclamò faraone d'Egitto creò un nuovo culto, quello della divinità egizia Serapide, che era la combinazione di due dèi egizi, Api e Osiride, più le principali divinità greche (Zeus, Ade, Asclepio, Dioniso ed Elio); Serapide aveva poteri sopra la fertilità, il Sole, i riti funerari e la medicina e ben presto molte persone iniziarono ad adorare questo nuovo dio.
Al tempo dei Tolomei il culto di Serapide veniva incluso in quello della nuova dinastia faraonica, oltre che al culto di Alessandro Magno, e fu così che Alessandria soppiantò Menfi come la città religiosa per eccellenza: Cleopatra, ultima della linea tolemaica, è stata spesso raffigurata con caratteristiche della dea Iside. Le tavole tradizionali per le offerte scomparvero dai rilievi durante il periodo tolemaico.

## Città

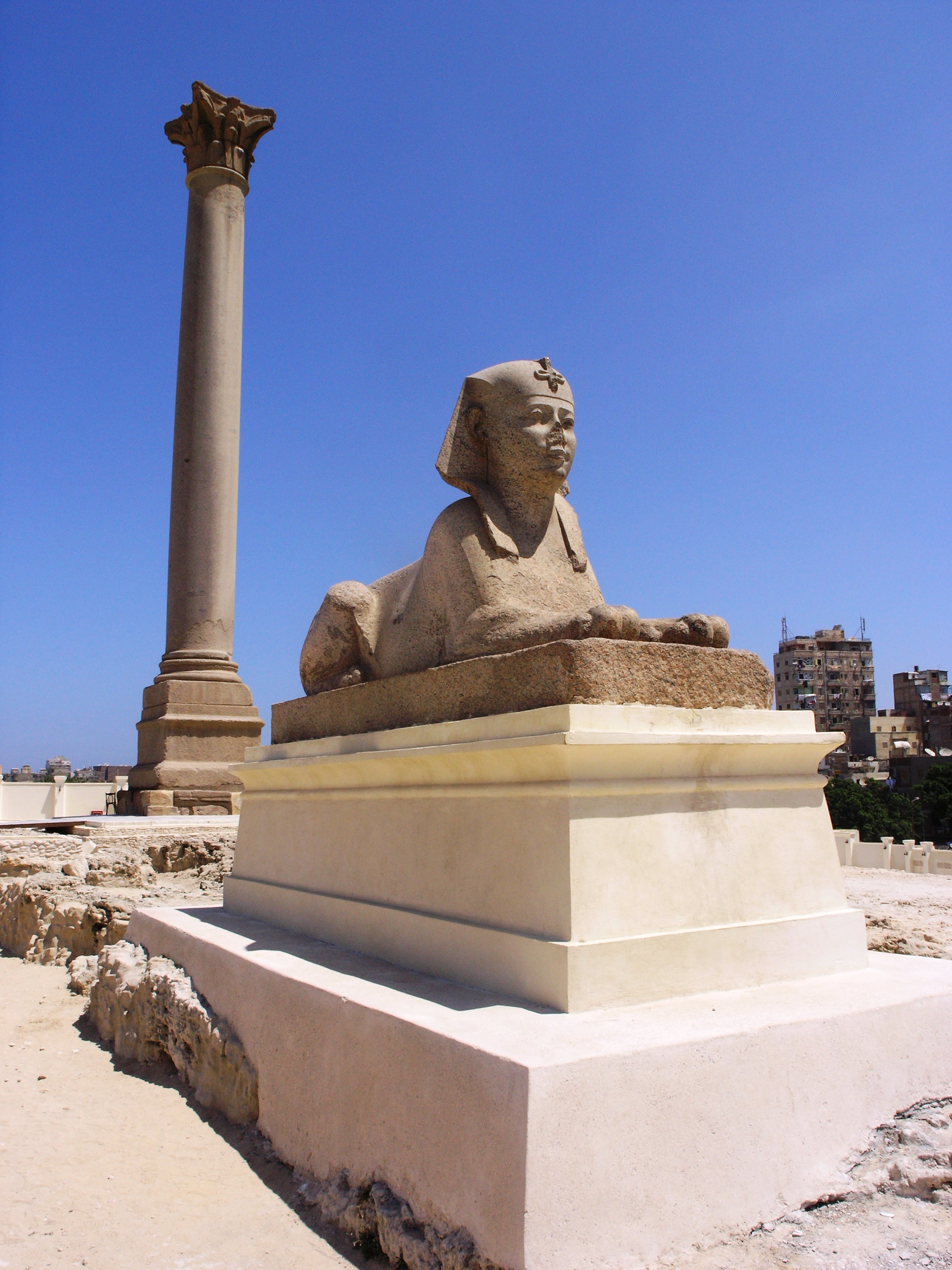
Rovine di Alessandria con la Colonna di Pompeo.

Durante il tempo del loro governo, la dinastia tolemaica fece costruire un gran numero di insediamenti greci in tutto il loro impero, con intenti di ellenizzazione nei confronti dei nuovi popoli conquistati o rinforzare la sicurezza di certe zone; le tre principali città d'impronta greca furono Naucrati, Alessandria d'Egitto e Tolemaide di Tebaide.

### Alessandria
Importante porto mediterraneo dell'Egitto ancor oggi, la città venne fondata nel 331 a.C. da Alessandro Magno, come la prima tra le tante città orientali macedoni da lui stabilite e fatte nascere.
La biblioteca di Alessandria, in quel momento la più grande al mondo, conteneva centinaia di migliaia di volumi, con un gran numero di studiosi e poeti ospitati ed impiegati. Un complesso simile adibito allo studio era il Museo (Mouseion, "sala delle Muse"). Durante il breve periodo dorato della letteratura alessandrina, all'incirca tra il 280-240 a.C., la Biblioteca sovvenzionò tre celebri poeti - Callimaco, Apollonio Rodio e Teocrito - il cui lavoro rappresenta oggi il meglio dell'intera letteratura ellenistica. Tra gli altri pensatori associati alla Biblioteca o ad altro patronato alessandrino vi furono il matematico Euclide (circa 300 a.C.), l'inventore Archimede (287 - 212 a.C. circa), e il poliedrico Eratostene (circa 225 a.C.).

## Demografia
Nel corso degli anni novanta del XX secolo, sono stati scoperti più di 2.000 papiri scritti da Zenone di Caunus dai tempi di Tolomeo II; questi contengono almeno 19 riferimenti alle popolazioni arabe nomadi presenti nella zona tra il Nilo e il Mar Rosso, con alcuni di loro menzionati come pastori.
Gli arabi nel corso dell'epoca tolemaica avevano fornito i convogli di cammelli agli eserciti di alcuni sovrani durante le invasioni, ma non avevano la fedeltà nei loro confronti come tutti gli altri cittadini.

## Governanti

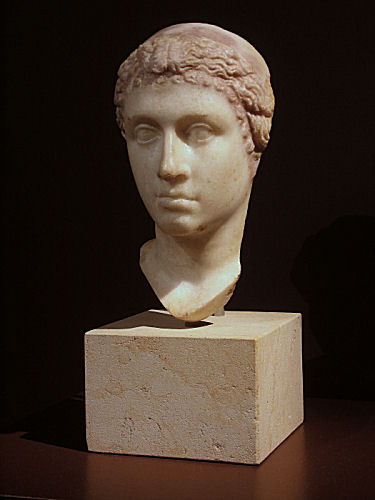
Busto marmoreo raffigurante Cleopatra VII, 40/30 a.C. (Altes Museum, Berlino)

- Tolomeo I (305-283 a.C.) si sposò prima (probabilmente) con Taide, in secondo luogo con Artacama, in terzo luogo con Euridice e, infine, con Berenice I
- Tolomeo II (283-246 a.C.) sposò Arsinoe I, poi con Arsinoe II; ha governato congiuntamente con Tolomeo I Epigone (267-259 a.C.)
- Tolomeo III (246-221 a.C.) sposò Berenice II
- Tolomeo IV (221-203 a.C.) sposò Arsinoe III
- Tolomeo V (203-181 a.C.) sposò Cleopatra I
- Tolomeo VI (181-164 a.C.; 163-145 a.C.) sposò Cleopatra II, brevemente ha governato insieme a Tolomeo Eupatore nel 152 a.C.
- Tolomeo VII Neo Filopatore (non regnò mai)
- Tolomeo VIII Evergete II (Fiscone) (170-163 a.C.; 145-116 a.C.) sposò Cleopatra II e poi Cleopatra III; temporaneamente espulso da Alessandria per opera di Cleopatra II tra il 131 e il 127 a.C., riconciliatosi con lei nel 124 a.C.
- Cleopatra II Filometora Soteira (131-127 a.C.), in opposizione a Tolomeo VIII
- Cleopatra III Evergete Filometore Soteira (Kokke) (116-101 a.C.) regnò in collaborazione con Tolomeo IX (116-107 a.C.) e con Tolomeo X (107-101 a.C.)
- Tolomeo IX Sotere II (Latiro) (116-107 a.C.; 88-81 a.C. come Sotere II) sposò Cleopatra IV e poi Cleopatra Selene; ha governato congiuntamente con Cleopatra III durante il primo periodo del suo regno
- Tolomeo X Alessandro I (107 a.C.-88 a.C.) sposò Cleopatra Selene e poi Berenice III; ha governato congiuntamente con Cleopatra III fino al 101 a.C.
- Berenice III Filopatore (81-80 a.C.)
- Tolomeo XI Alessandro II (80 a.C.) sposò e governò con Berenice III prima di farla assassinare; linciato dalla folla dopo 19 giorni
- Tolomeo XII Neo Dioniso (Aulete) (80-58 a.C.; 55-51 a.C.) sposò Cleopatra VI Trifena
- Cleopatra VI Trifena (58-57 a.C.) regnò di concerto con Berenice IV Epifania (58-55 a.C.)
- Cleopatra VII Filopatore (51-30 a.C.) regnò di concerto con Tolomeo XIII Teo Filopatore (51-47 a.C.), Tolomeo XIV (47-44 a.C.) e Tolomeo XV Cesarione (44-30 a.C.)
- Arsinoe IV (48 a.C.-47 a.C.) in opposizione a Cleopatra VII